# NOVA OPERA

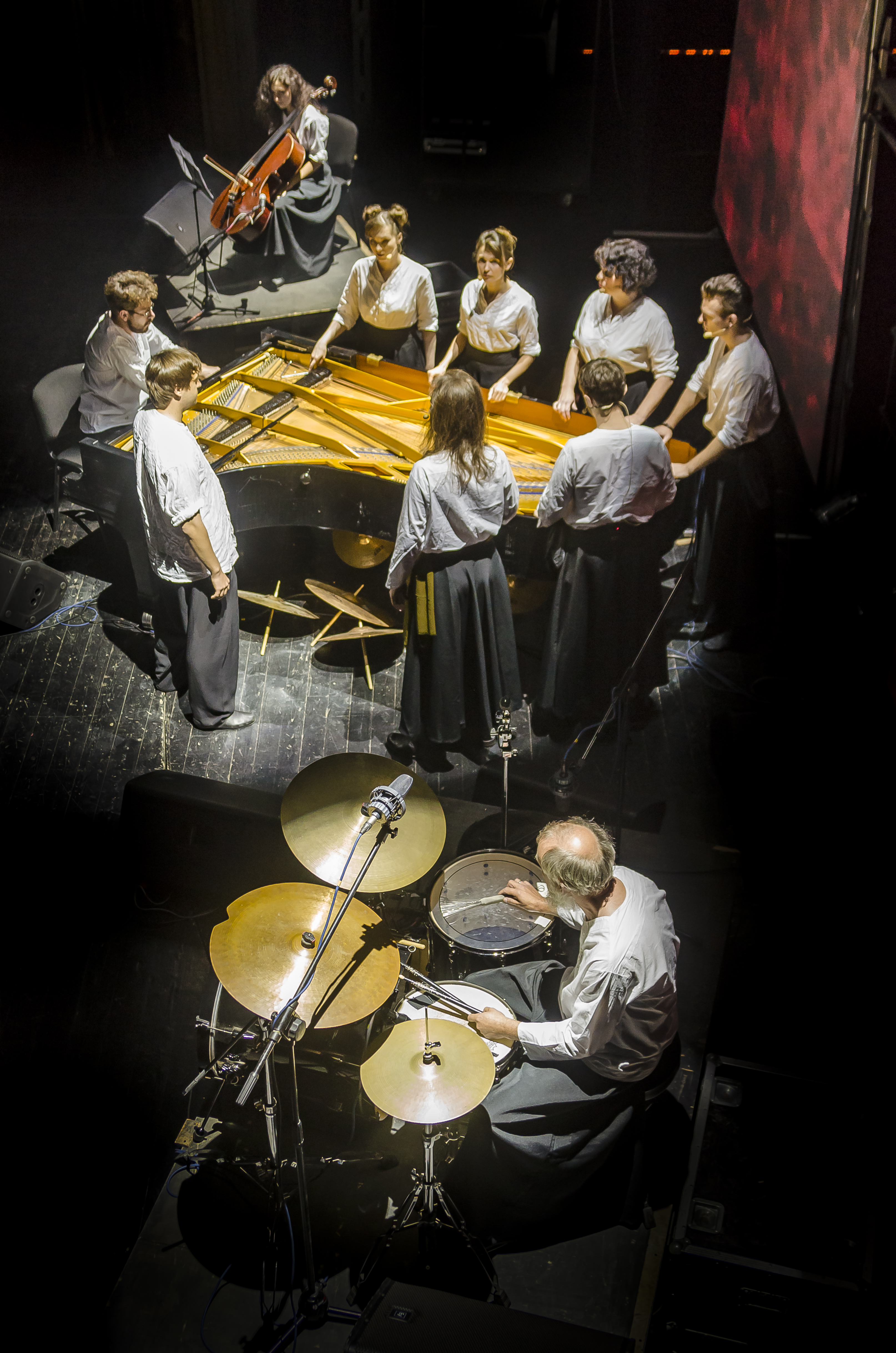
Opera-requiem IYOV. Performance in Ivano-Frankivsk, June 2016. Photo Denys Ovchar

NOVA OPERA (укр. НОВА ОПЕРА — це формація молодих українських митців, яка створює нові синтетичні жанри (опера-реквієм, опера-цирк, сонОпера, опера-балет), музично-театральні перформанси, та експериментує з нетиповими музичними та сценічними рішеннями. Засновник та режисер Владислав Троїцький, продюсер Андрій Кошман [Архівовано 28 листопада 2020 у Wayback Machine.].
З 2015 по 2020 рік співпрацювала з композиторами Романом Григорівим та Іллєю Разумейко (ЙОВ, ГАЗ Aerophonia та інші).
У 2020-2021 році співпрацювала з композиторами Андрієм Мерхелем, Сергієм Вилкою та Яною Шлябанською. (Le, Так не говорив Заратустра).
До складу співзасновників формації також входять Марьяна Головко, Анна Кірш, Андрій Кошман, Руслан Кірш, віолончелістка Жанна Марчинська — та ударник Андрій Надольський.

## Склад артистів (основний)
Основний склад артистів-перформерів NOVA OPERA був закладений під час створення опери Коріолан, та остаточно сформувався в процесі роботи над оперою IYOV. Він включає шість вокалістів (Марьяна Головко — сопрано, Анна Кірш — сопрано, Олександра Мельє — меццо-сопрано, Андрій Кошман — баритон, Руслан Кірш — баритон, Євген Рахманін — бас), акторка, авторка - Єлізавета Курбанмагомедова,  а також інструменталістів (Жанна Марчинська — віолончель, Андрій Надольський — ударні). Крім того, перформерами є обидва композитори формації Григорів Роман (диригент, контрабас, гітара, рояль) та Разумейко Ілля (рояль, клавіші, електроніка, синтезатори). Художником по світлу та відеоартистом є Марія Волкова. Звукорежисерами формації працювали Максим Капуста (2015—2017), Максим Таран (2017—2018) та В'ячеслав Соболев (з 2018 року). З 2017 року у якості електронного музиканта з формацією співпрацює медіаартист Георгій Потопальский. Піар-директором колективу працює з 2018 року Лідія Карпенко. До окремих проєктів також долучались музиканти Назар Спас (валторна), Артем Шестовський (бас-кларнет), Ігор Бойчук (труба), Сергій Щава (туба та роліборд), Айк Єгіян (ударні) а також композитор та електронний музикант Данило Перцов.

## Історія

### 2014
NOVA OPERA була створена режисером Владиславом Троїцьким на фестивалі ГогольFest у 2014 році. Режисер зібрав групу молодих музикантів, композиторів, вокалістів та акторів, та запропонував їм почати роботу над сюжетом "Коріолан" Вільяма Шекспіра. Перші репетиції проходили у театрі Дах. Попередня версія опери була продемонстрована на фестивалі ГогольFest 2014. Повна версія опери "Коріолан" вперше прозвучала 29 листопада 2014 року на сцені палацу мистецтв КПІ.

### 2015—2017
Влітку 2015 року, під час підготовки до наступного фестивалю ГогольFest Влад Троїцький та Андрій Кошман почали шукати молодих українських композиторів, які змогли б долучитись до нового оперного формату.
Роман Григорів та Ілля Разумейко долучились до проєкту у якості композиторів, лібретистів та перформерів, водночас перенісши репетиційну базу формації з театру Дах до студії Національної спілки композиторів України, розташованих у неоготичному особняку 1875 року побудови на вулиці Євгена Чикаленка, 32.

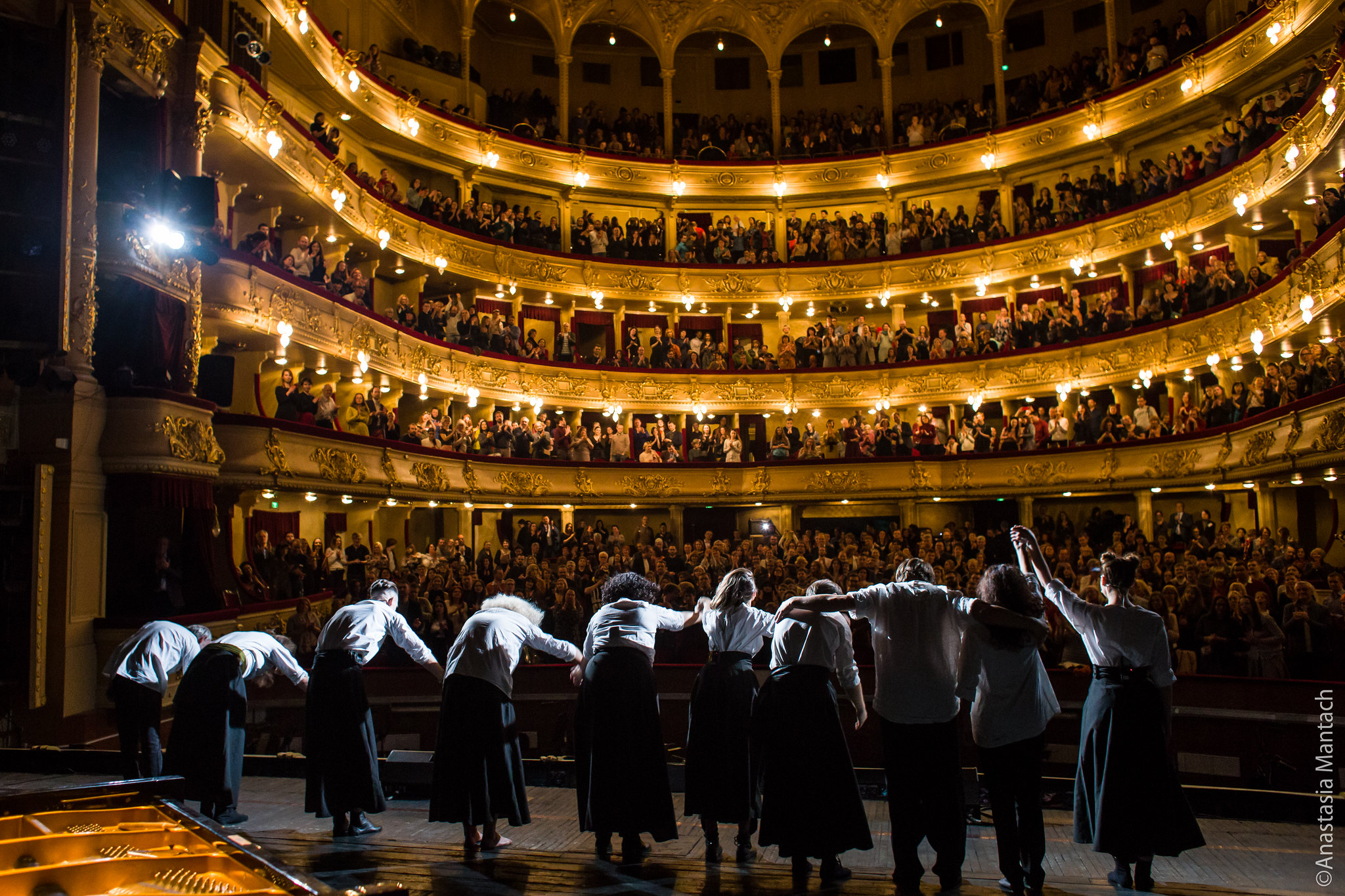
NOVA OPERA артисти після виступу опери-реквієм IYOV в Національному оперному театрі України

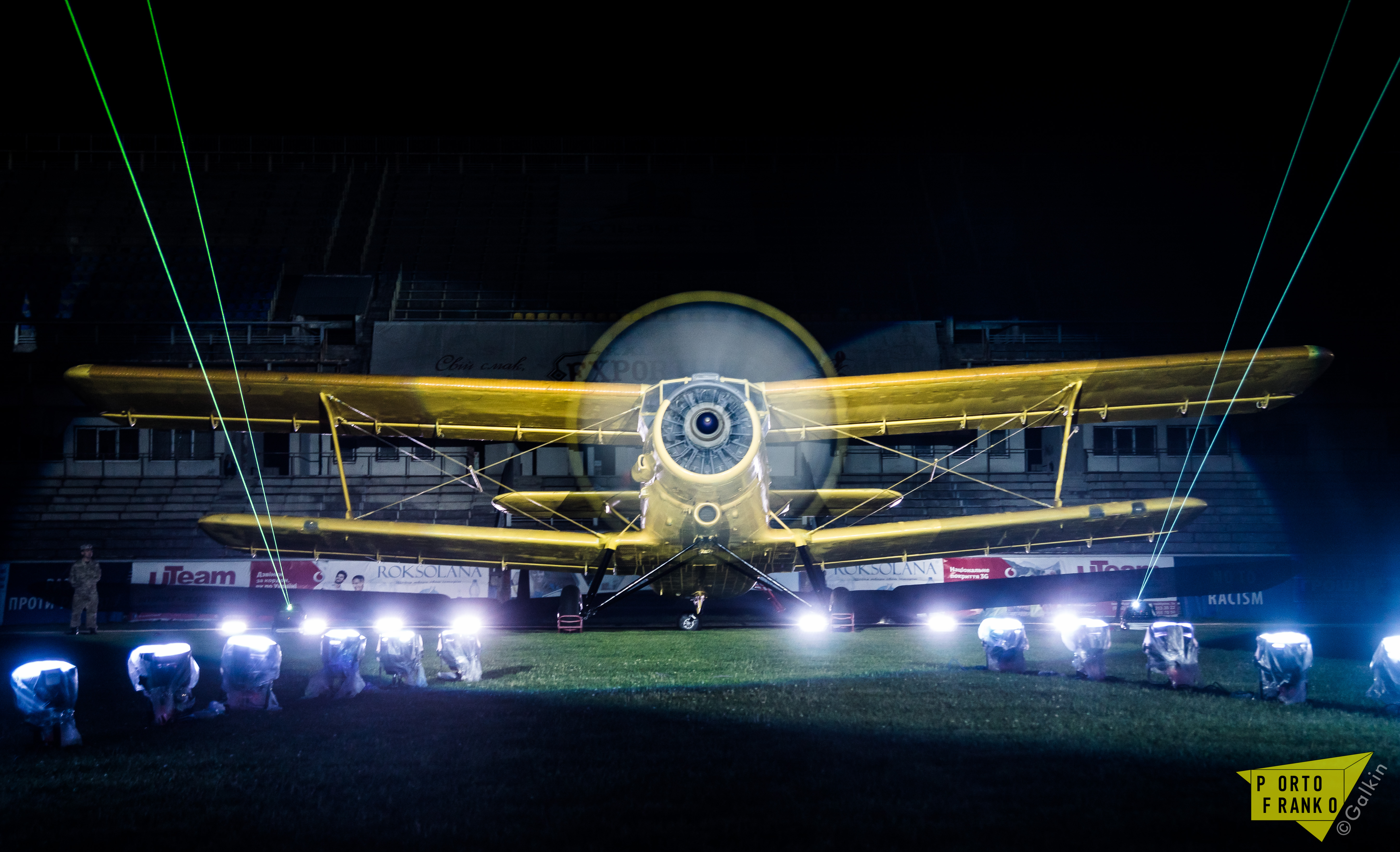
Опера AEROPHONIA, Ан-2 у якості музичного інструменту, Івано-Франківськ, 14.06.2018

Саме тут протягом трьох тижнів у серпні-вересні 2015 року була створена опера-реквієм "IYOV".  Проєкт було вперше представлено на головній сцені фестивалю сучасного мистецтва ГогольFest у вересні 2015 року. Упродовж 2015 року оперу "IYOV"  презентували в Австрії, Китаї та США. У 2016 році колектив починає активну гастрольну діяльність, зокрема опера "IYOV" звучить в Любліні, Копенгагені та Гданську. Паралельно з гастролями створюється опера-цирк "Babylon" та сонОпера "непрОсті" за романом Тараса Прохасько.
У січні 2017 році композитори та інструменталісти формації долучаються до створення неоопери "HAMLET" режисера Ростислава Держипільского у колаборації з Івано-Франківським національним музично-драматичним театром імені Івана Франка. Влітку 2017 року режисер Влад Троїцький та композитори формації створюють Оперу-балет "ARK" (Ковчег), яка утворює із попередніми операми біблійну трилогію: ЙОВ —  ВАВИЛОН — КОВЧЕГ (IYOV — BABYLON — ARK). Разом з тим продовжуються гастролі опери "IYOV" (Відень, Харків, Скоп'є, Кропивницький), а Опера-цирк "Babylon" звучить на відкритті Форуму видавців у Львові.
Влітку-восени колектив починає співпрацю з поетом Юрієм Іздриком. Так створюється Trap-opera "WOZZECK"  [Архівовано 28 березня 2022 у Wayback Machine.] яка вперше прозвучала у столичному клубі Atlas 18 грудня 2017 року. Значну частыну оперы складають дуэти Юрія Іздрика та співачки Марьяни Головко.

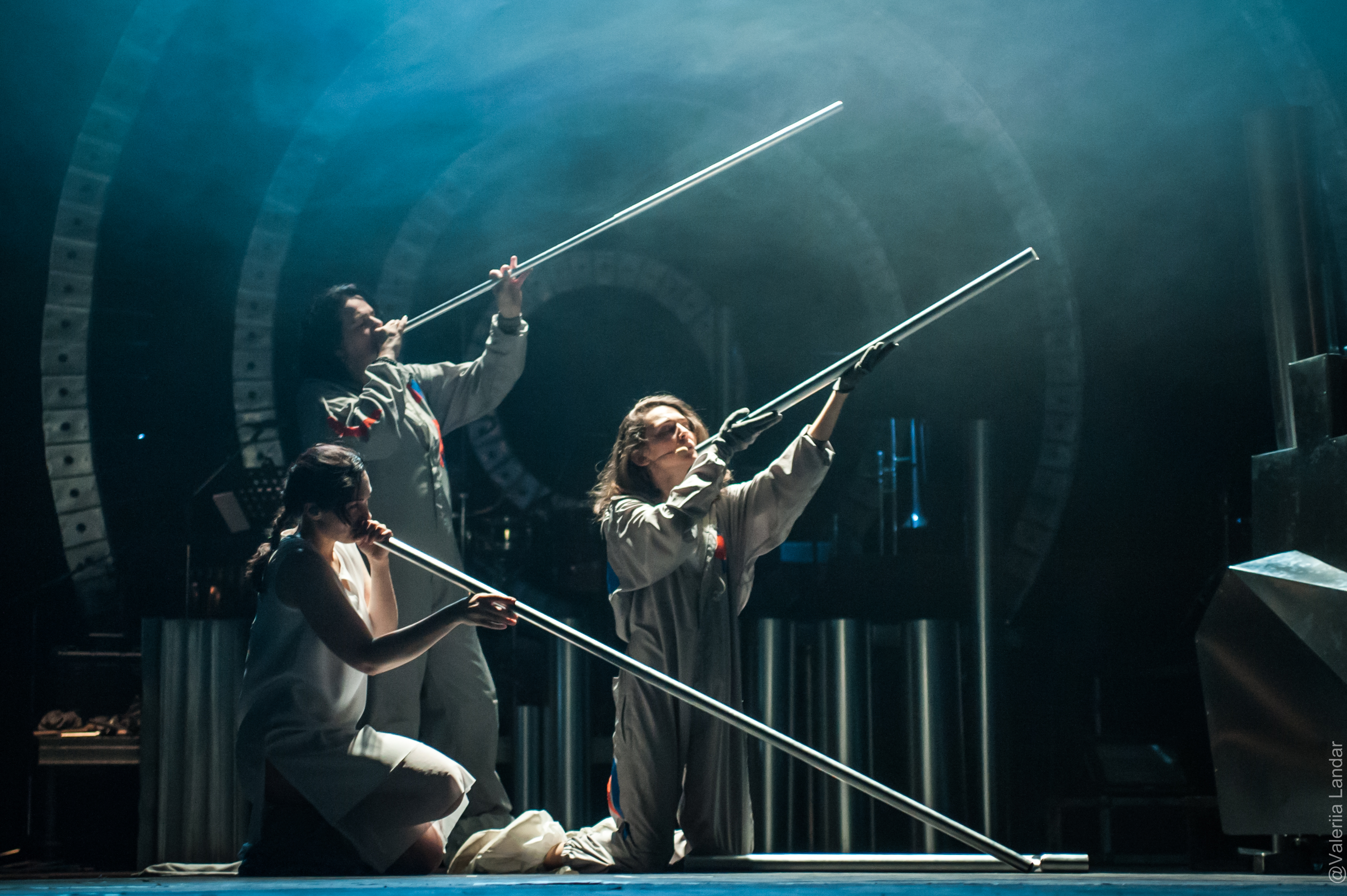
Опера-антиутопія GAZ, III акт.

### 2018—2020
У 2018 році опера "IYOV" звучить на провідних фестивалях сучасної опери в Нью-Йорку [Архівовано 18 лютого 2020 у Wayback Machine.] та Роттердамі, в Національній опері України, а також в Парижі в залі Корто та в Соборі Сен-Меррі.
Nova Opera взяла участь у відкритті Французької весни спільно з Національним президентським оркестром, Dakh Daughters. Музику до шоу "AIR" написав французький композитор П’єр Тійуа.
Влітку 2018 року в рамках фестивалю Porto Franko композитори Роман Григорів та Ілля Разумейко ініціюють створення наймасштабнішого перформанс колективу: футуристична опера "AEROPHONIA" із залученням у якості музичного інструмента літака Ан-2, який був 14 червня 2018 року реалізований на стадіоні РУХ у присутності 9000 глядачів
Також восени 2018-го року опера-реквієм "IYOV" увійшла до ТОП - 10 найкращих музично-театральних перформансів серед 436 претендентів з 55 країн за версією міжнародного конкурсу Music Theater Now.
Влітку 2018 року американська режисерка та дослідниця творчості Леся Курбаса звернулась до композиторів Романа Григоріва та Іллі Разумейко із пропозицією створити перформанс на основі легендарної постановки Леся Курбаса "GAZ", створеної на основі драми "GAZ" німецького драматурга Георга Кайзера. Результатом роботи стала опера-перформанс "GAZ", презентована у Мистецькому арсеналі 11 листопада 2018 року. 
У 2019 році композитори Роман Григрів ат Ілля Разумейко разом із режисеркою Вірляною Ткач продовжують роботу вже над повноформатною оперою-антиутопією. 
"GAZ". Після світової прем'єри повної версії опери в Києві в театрі ім. Франка опера також прозвучала у Відні на фестивалі Musiktheatertage Wien та в Нью-Йорку в театрі La Mama.
У 2020 році авторський колектив формації NOVA OPERA (Владислав Троїцький, Роман Григорів та Ілля Разумейко) був нагороджений Національною премією України імені Тараса Шевченка за створення опери-реквієм "IYOV". На церемонії вручення премії в оперному театрі 9 березня артисти колективу виконали фрагменти з опери-цирку "Babylon" разом з акторами та перформерами з театру Дах.
Археологічна опера CHORNOBYLDORF
У середині року формація взяла участь у створенні археологічної опери "CHORNOBYLDORF" композиторів Романа Григоріва та Іллі Разумейка (хореографиня Христина Слободянюк, художники Катерина Маркуш та Євген Баль, оператор Денис Мельник). Партнером проєкту є Мистецький арсенал. В його стінах і відбулася прем’єра опери. Над нею працювала велика команда артистів з Австрії та України. Зокрема, у прем'єрі взяли участь Юрій Іздрик, Марічка Штирбулова, Ігор Завгородній, Марія Потапенко, електронний музикант Георгій Потопальський, відео-артист Дмитро Тентюк та відома європейська актриса Анна Беннент. У записі відео-епізодів брали участь співаки Сусанна Карпенко та Олексій Заєць. Проєкт підтримав Український культурний фонд та Європейський Союз за програмою «Дім Європи».
У грудні 2020 року відбулась прем'єра нової філософської опери "Про що мовчить Заратустра" від режисера Владислава Троїцького та формації Nova Opera. Першу версію PhD-опери представили 3 жовтня на фестивалі DniPro ГогольFest. 

### 2021
25 лютого до 150-річчя від дня народження поетеси Лесі Українки режисер Влад Троїцький та формація Nova Opera представили прем’єру «Re:post-опери LE» у форматі онлайн-трансляції. ЇЇ презентували у межах масштабного мистецького проєкту «Леся Українка: 150 імен» в центральному атріумі Українського дому. Опера починається і закінчується записом голосу самої Лесі Українки, який був записаний на восковий валик. 

## Опери та музично-театральні перформанси

### Опери
| Назва                     | Жанр                         | Композитори                                     | Режисер                     | Літературна основа                                      | Прем'єра      | Гастролі |
| ------------------------- | ---------------------------- | ----------------------------------------------- | --------------------------- | ------------------------------------------------------- | ------------- | --- |
| Коріолан                  | Імпровізаційна опера         | В. Троїцький, NOVA OPERA, Антон Байбаков        | В. Троїцький                | В. Шекспір                                              | Листопад 2014 | Київ, Львів |
| IYOV                      | Опера-реквієм                | Р. Григорів та І. Разумейко                     | В. Троїцький                | Старий заповіт, книга Йова, латинські сакральні тексти  | Вересень 2015 | Київ, Відень, Нью-Йорк, Париж, Роттердам, Копенгаген, Скопье, Люблін, Гданськ, Львів, Харків, Дніпро, Івано-Франківськ, Кропивницький, Кривий Ріг, Вінниця, Галич, Мариуполь |
| BABYLON                   | Опера-цирк                   | Р. Григорів та І. Разумейко                     | В. Троїцький                | Старий заповіт, книга Буття, латинські сакральні тексти | Вересень 2016 | Київ, Люблін, Львів, Ґардженіце |
| ARK                       | Опера-балет                  | Р. Григорів та І. Разумейко                     | В. Троїцький                | Старий заповіт, книга Буття                             | Вересень 2017 | Київ |
| непрОсті                  | СонОпера                     | Р. Григорів та І. Разумейко                     | Р. Григорів та І. Разумейко | Т. Прохасько, роман «непрОсті»                          | Вересень 2016 | Київ, Івано-Франківськ |
| HAMLET                    | неоопера-жах                 | Р. Григорів та І. Разумейко                     | Р. Держипільский            | В. Шекспір / Ю. Андрухович                              | Лютий 2017    | Івано-Франківськ, Гданськ, Київ |
| WOZZECK                   | Trap-opera                   | Р. Григорів та І. Разумейко                     | Р. Григорів та І. Разумейко | Ю. Іздрик, поезія                                       | Грудень 2017  | Київ |
| AEROPHONIA                | Футуристична опера           | Р. Григорів та І. Разумейко                     | Р. Держипільский            | Ю. Іздрик, поезія                                       | Червень 2018  | Івано-Франківськ |
| GAZ                       | опера-антиутопія             | Р. Григорів та І. Разумейко                     | В. Ткач                     | Г. Кайзер, П. Тичина, В. Ткач                           | Червень 2019  | Київ, Відень, Нью-Йорк |
| Chornobyldorf             | Археологічна опера/метаопера | Р. Григорів та І. Разумейко                     | Р. Григорів та І. Разумейко | Ю. Іздрик, Овідій, народні тексти                       | Жовтень 2020  | Київ |
| Про що мовчить Заратустра | PhD-опера                    | С. Вілка, А. Мерхель, Я. Шлябанська, NOVA OPERA | В. Троїцький                | Вчення Заратустри                                       | Жовтень 2020  | Дніпро, Київ |
| LE                        | Re:post-опера                | С. Вілка, А. Мерхель, Я. Шлябанська, NOVA OPERA | В. Троїцький                | Л. Українка                                             | Лютий 2021    | Київ |

### Музично-театральні перформанси
У 2018 році був створений перфоманс "Air" (на музику П'єра Тілуа) разом із гуртом Dakh Daughters, Національним президентським оркестром та диригентом Гастом Вальтцингом.
У 2019 році Влад троїцький ініціює колаборацію формацію NOVA OPERA та гурту ЦеШо, так створюються великі open-air перформанси: гранд-опера "Nero" (травень 2019, Маріуполь, фестиваль ГогольFest), "Stairs to..." (липень 2019, закриття Одеського кінофестивалю), та "ProDnipro" (вересень 2019. Дніпро, фестиваль ГогольFest).

## Цікаві факти

### NOVA OPERA та письменникиСтаніславського феномену
Протягом трьох театральних сезонів (2016—2018) композитори формації Роман Григорів та Ілля Разумейко створили чотири опери з текстами та залученням у якості перформерів трьох визначних літераторів Станіславського феномену. Влітку 2016 року була створена СонОпера непрОсті за однойменним романом Тараса Прохасько (під час світової прем'єри Тарас Прохасько був читцем та перформером). Опери "WOZZECK" (2017) та "AEROPHONIA" (2018) базуються на текстах Юрія Іздрика якій також виступив читцем, репером та перформером в цих виступах. Неоопера-жах "HAMLET" (реж. Ростислав Держипільський)написана на текст Шекспіра в перекладі Юрія Андруховича. Сам письменник не був безпосередньо залучений до вистави, але брав участь у фінальних репетиціях та відвідав кілька вистав перформансу в Івано-Франківському драмтеатрі.

### NOVA OPERA на великому екрані
Починаючи з першої опери Коріолан постійним партнером формації є телеканал Btv та режисер Ян Голуб, які створюють високоякісні відеозаписи прем'єрних виконань. Починаючи з 2018 року була започаткована програма «NOVA OPERA на великому екрані», в рамках якої телеверсія футуристичної опери "AEROPHONIA" відбулася в кінотеатрі Київ, а окремі опери були за Ініціативи Ірини Плехової показані в Кінотеатрі Ліра. У грудні 2019 року прем'єра відеоверсії опери "GAZ" відбулася в одному з найбільших кінозалів східної Європи, кінотеатрі Київська Русь.